# Chrysometa nigroventris
Chrysometa nigroventris este o specie de păianjeni din genul Chrysometa, familia Tetragnathidae. A fost descrisă pentru prima dată de Keyserling, 1879. Conform Catalogue of Life specia Chrysometa nigroventris nu are subspecii cunoscute.